# Słoneczny Stok (Zamość)
Osiedle Słoneczny Stok w Zamościu – dzielnica (jednostek), w mieście Zamość. Jest położona w jego wschodniej części, na tzw. Nowym Mieście.
Większość zabudowy stanowią tu bloki (zabudowa wielorodzinna), m.in. liczne wieżowce, tworzące odrębne osiedle o takiej samej nazwie, położone przy ulicach: Hrubieszowska, Listopadowa, Lwowska, Polna, M. Reja.
Poza zabudową wielorodzinną znajdują się tu także domy jednorodzinne, pomiędzy ulicami S. Wyszyńskiego i Hrubieszowską.
Przebiegają tędy główne ulice miasta: dwupasmowe Aleje Jana Pawła II (obwodnica drogi krajowej nr 17 E372), ul. Lwowska (849) i ul. Hrubieszowska.
W jej granicach funkcjonuje jedna szkoła podstawowa (nr 2) oraz Instytut Humanistyczny Uczelni Państwowej w Zamościu.
Jedyny kościół rzymskokatolicki na terenie tej dzielnicy to kościół pw. Miłosierdzia Bożego. W pobliżu znajduje się niewielka kaplica Matki Bożej Królowej Polski z 1930 roku.
Przy ulicy Hrubieszowskiej leży najwyżej położony punkt w Zamościu o wysokości ok. 236 m n.p.m.
Jej południowa część stanowi fragment dawnej Nowej Osady, na co wskazuje budynek dawnej poczty przy ul. Lwowskiej (koło szkoły podstawowej nr 2), wybudowany w I poł. XIX wieku (obecnie Kuratorium Oświaty).
Ważniejsze obiekty w granicach tej dzielnicy to Zintegrowane Centrum Komunikacyjne (powstałe w 2015 r., połączone z CH HopStop Hrubieszowska, w miejscu poprzedniego dworca autobusowego) stanowiące dworzec autobusowy PKS oraz innych przewoźników (prywatne połączenia międzynarodowe; zachodnia część, tuż obok ronda R. Dmowskiego - ul. Hrubieszowska/ul. Gminna) oraz jeden z dwóch działających w Zamościu szpitali - Szpital Wojewódzki im. Jana Pawła II (wschodnia część, przy al. Jana Pawła II - obwodnicy). W jego pobliżu (al. Jana Pawła II/ul. Hrubieszowska) znajduje się Oddział Zewnętrzny Zakładu Karnego (główny mieści się na Os. Orzeszkowej-Reymonta).
Dostępnych jest tu kilka większych sklepów (markety Biedronka (2), PSS Społem "Lux" i Stokrotka) oraz CH HopStop Hrubieszowska i DH Tomasz (obok dworca). Na terenie szkoły podstawowej nr 2 znajduje się skatepark.

## Galeria

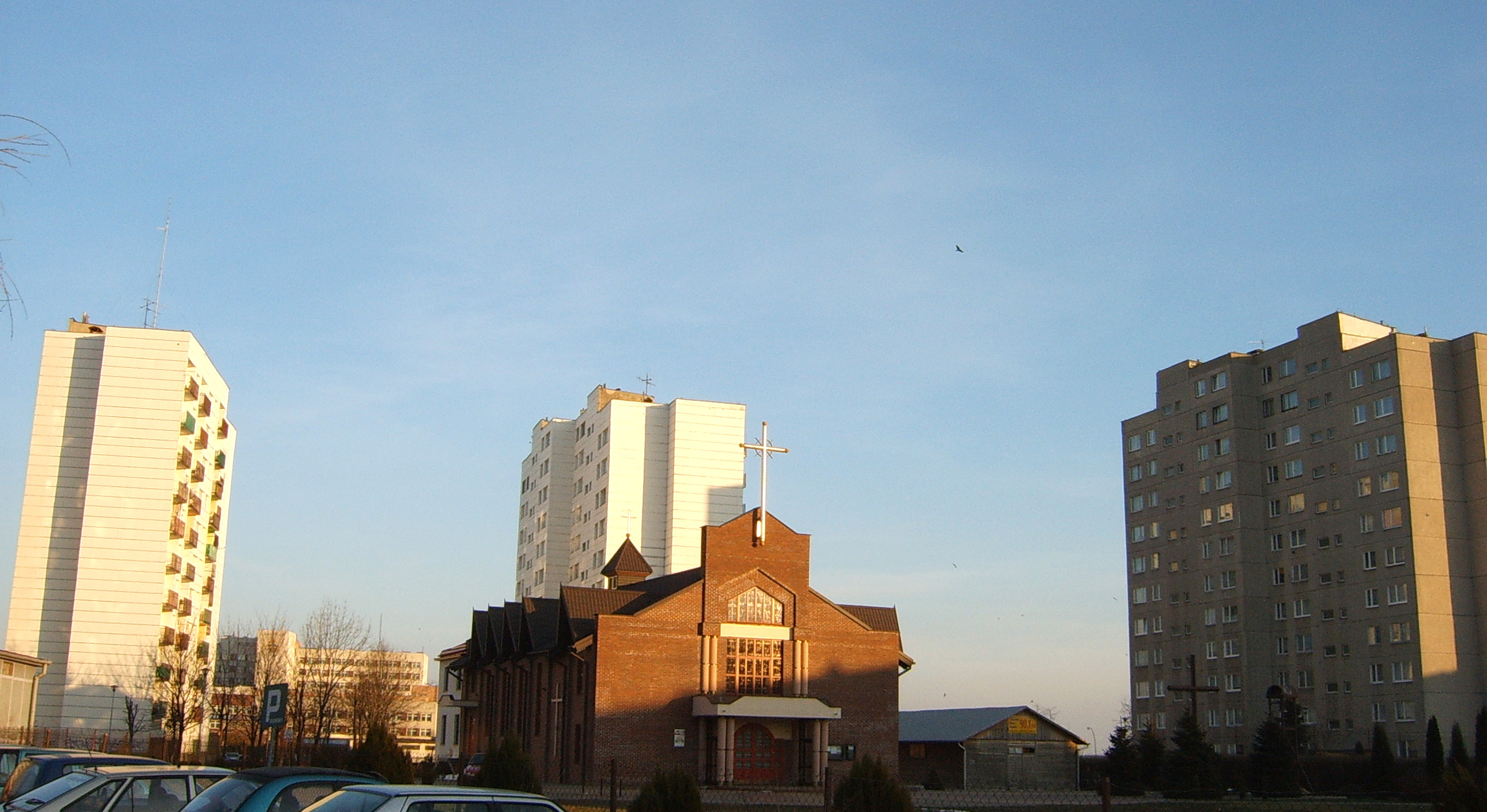
Os. Słoneczny Stok; kościół pw. Miłosierdzia Bożego
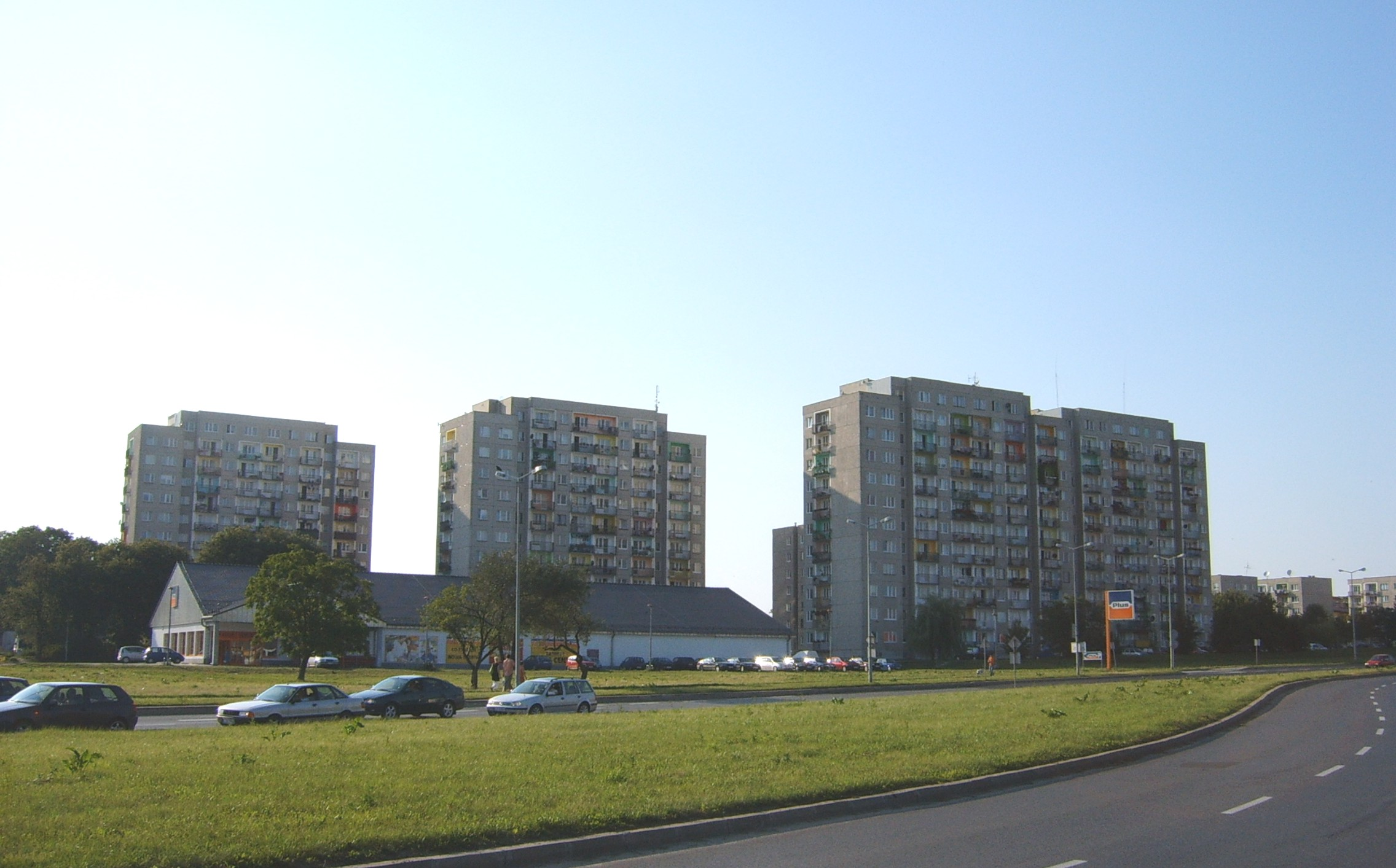
Wieżowce przy ul. Lwowskiej
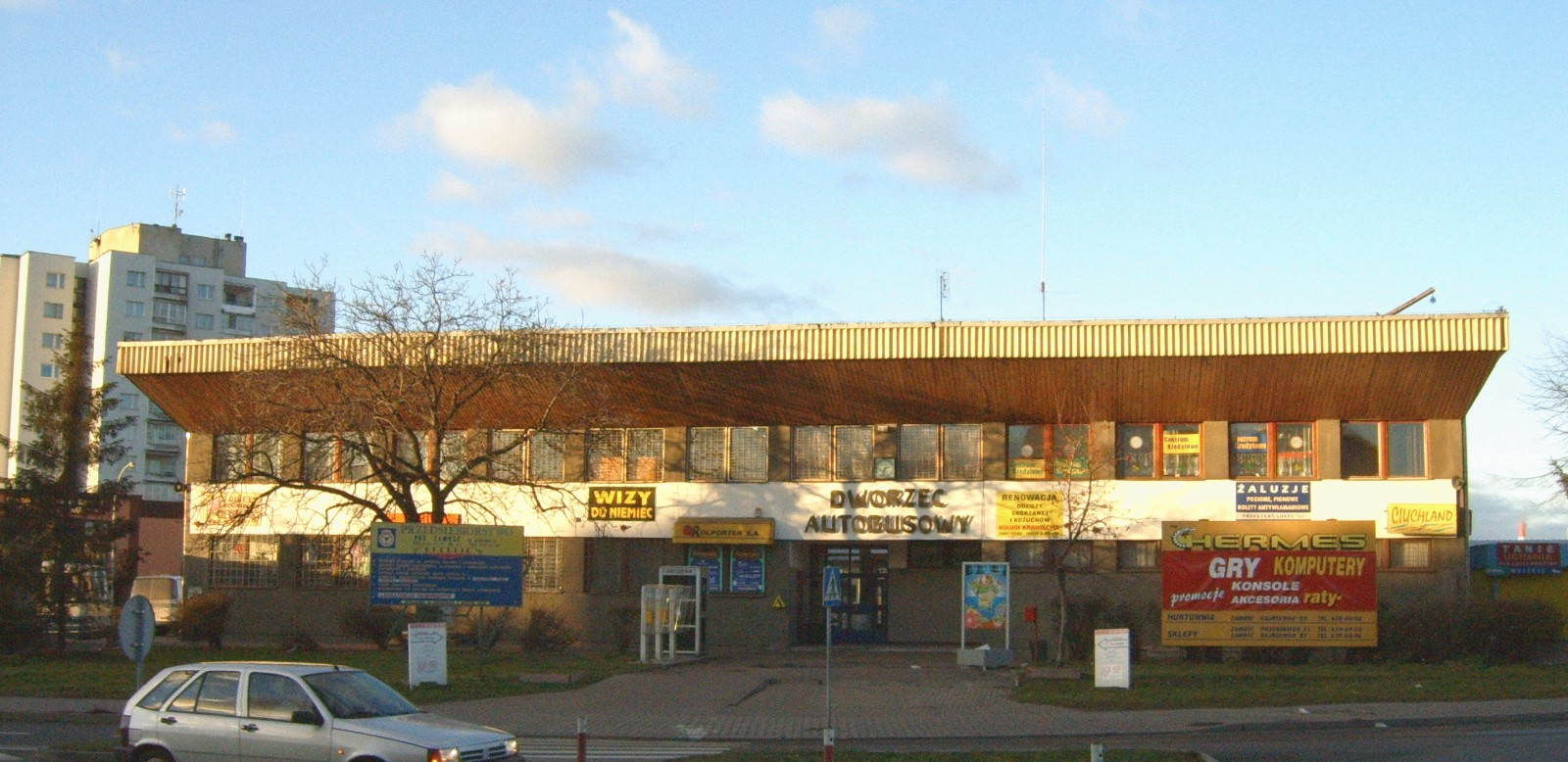
Dworzec autobusowy przed przebudową
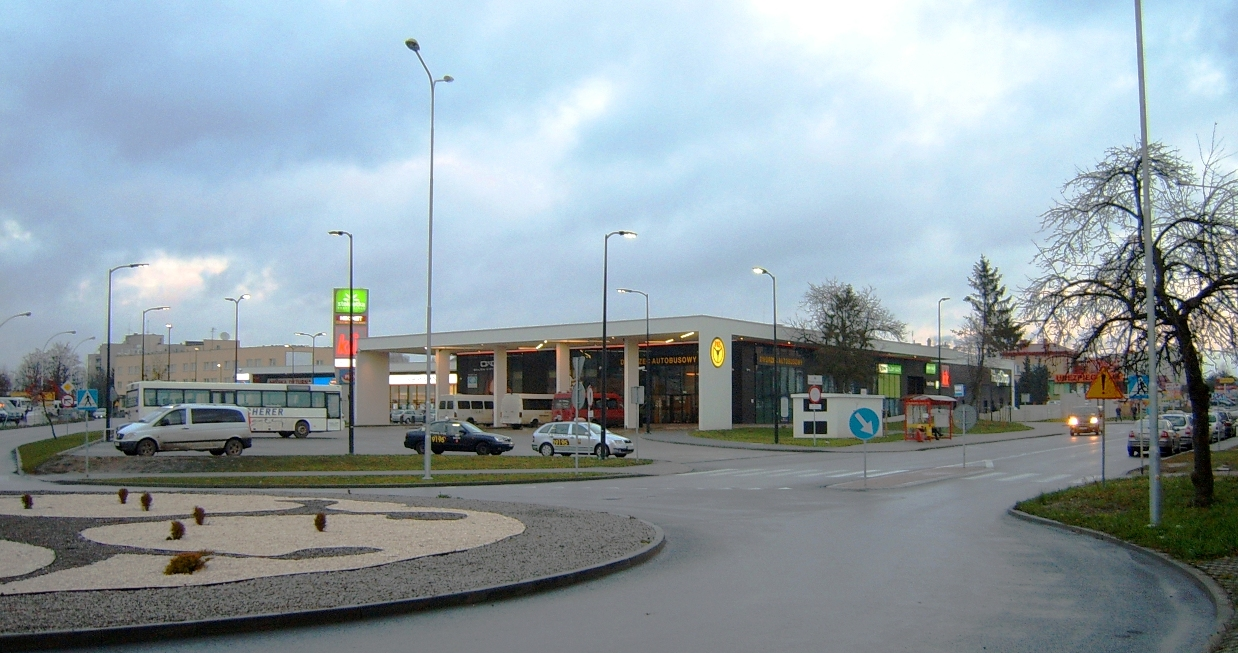
Dworzec autobusowy po przebudowie w Zintegrowane Centrum Komunikacyjne z "CH HopStop Hrubieszowska"
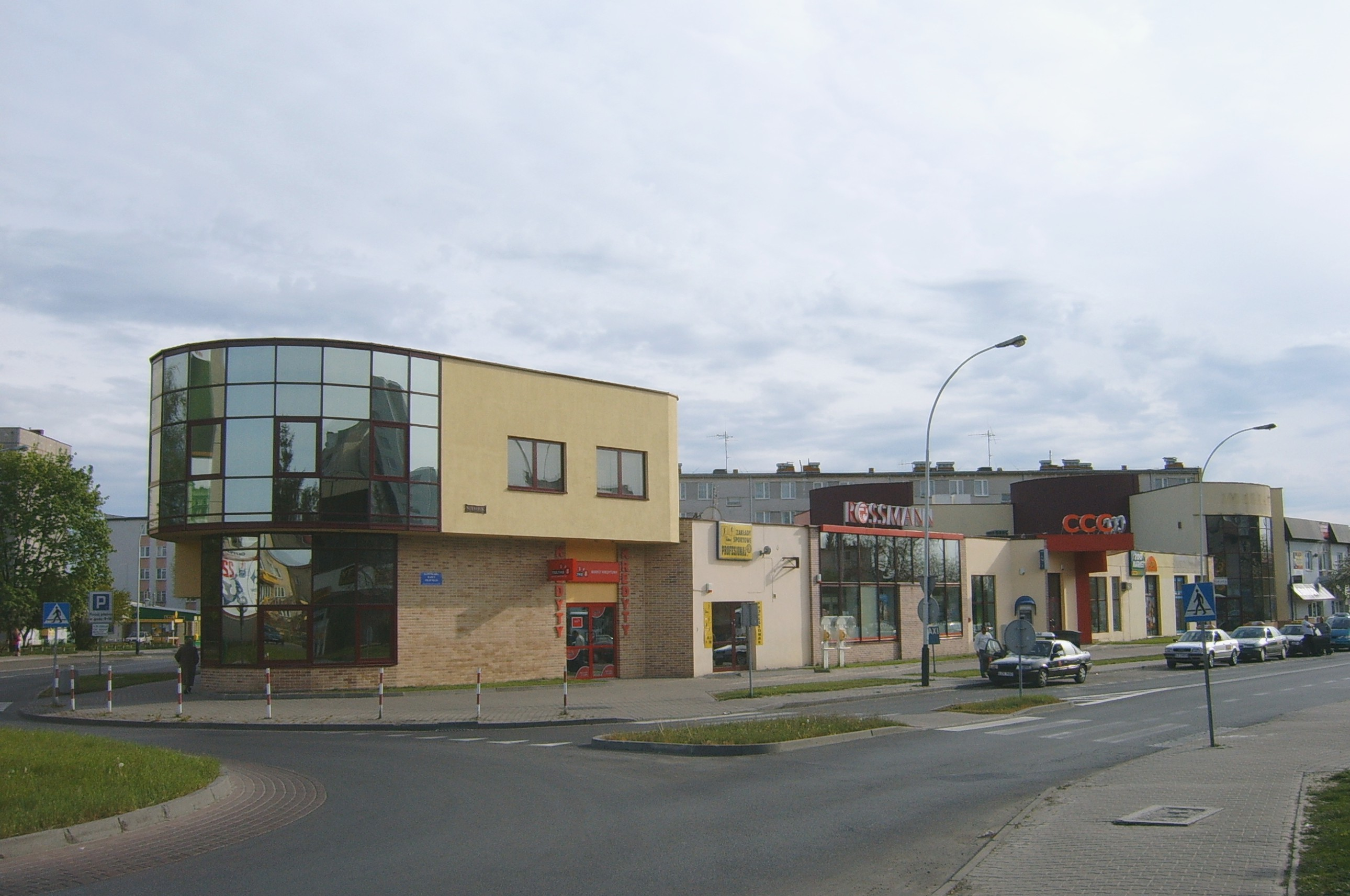
Dom handlowy "Tomasz"
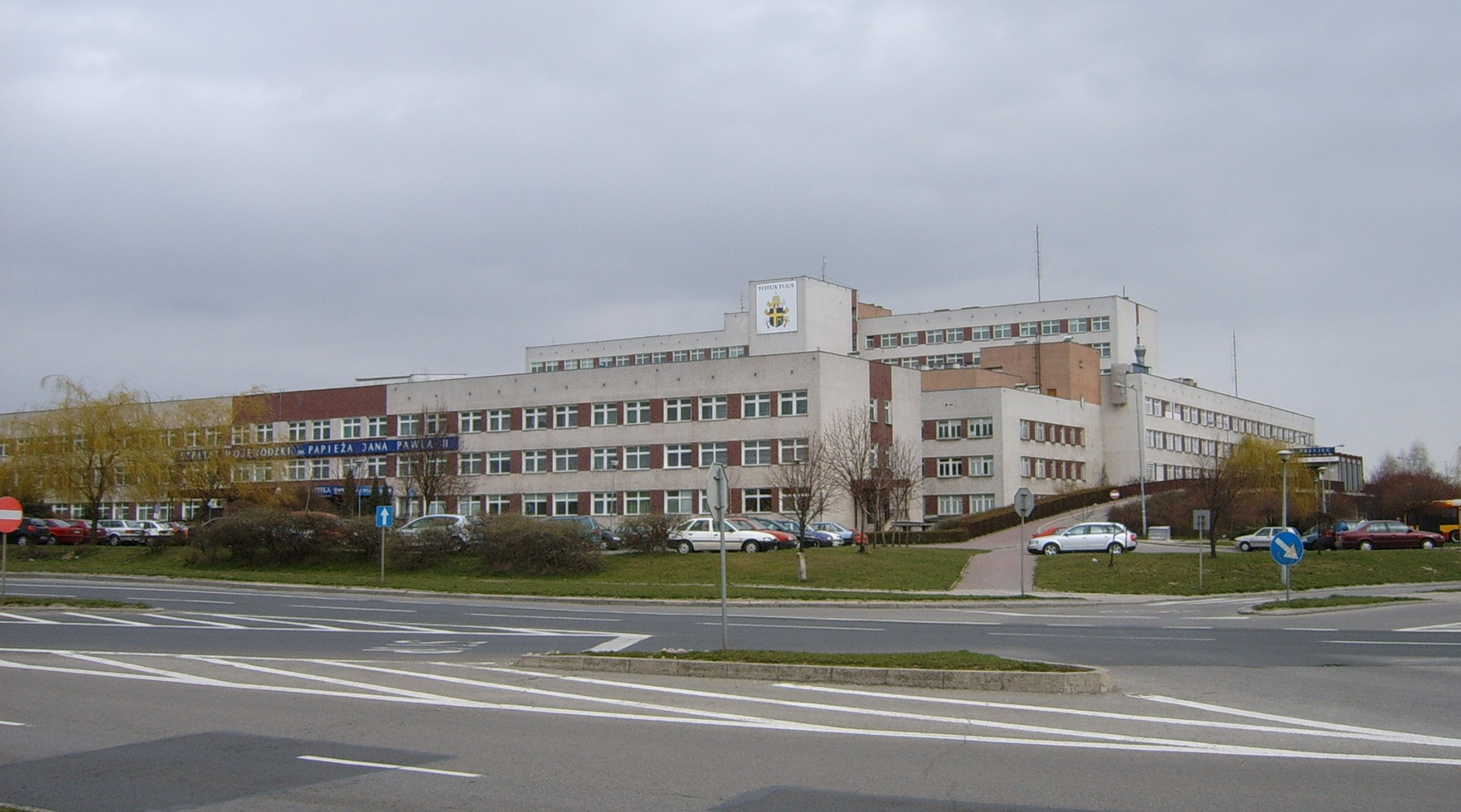
Szpital Wojew. im. Jana Pawła II
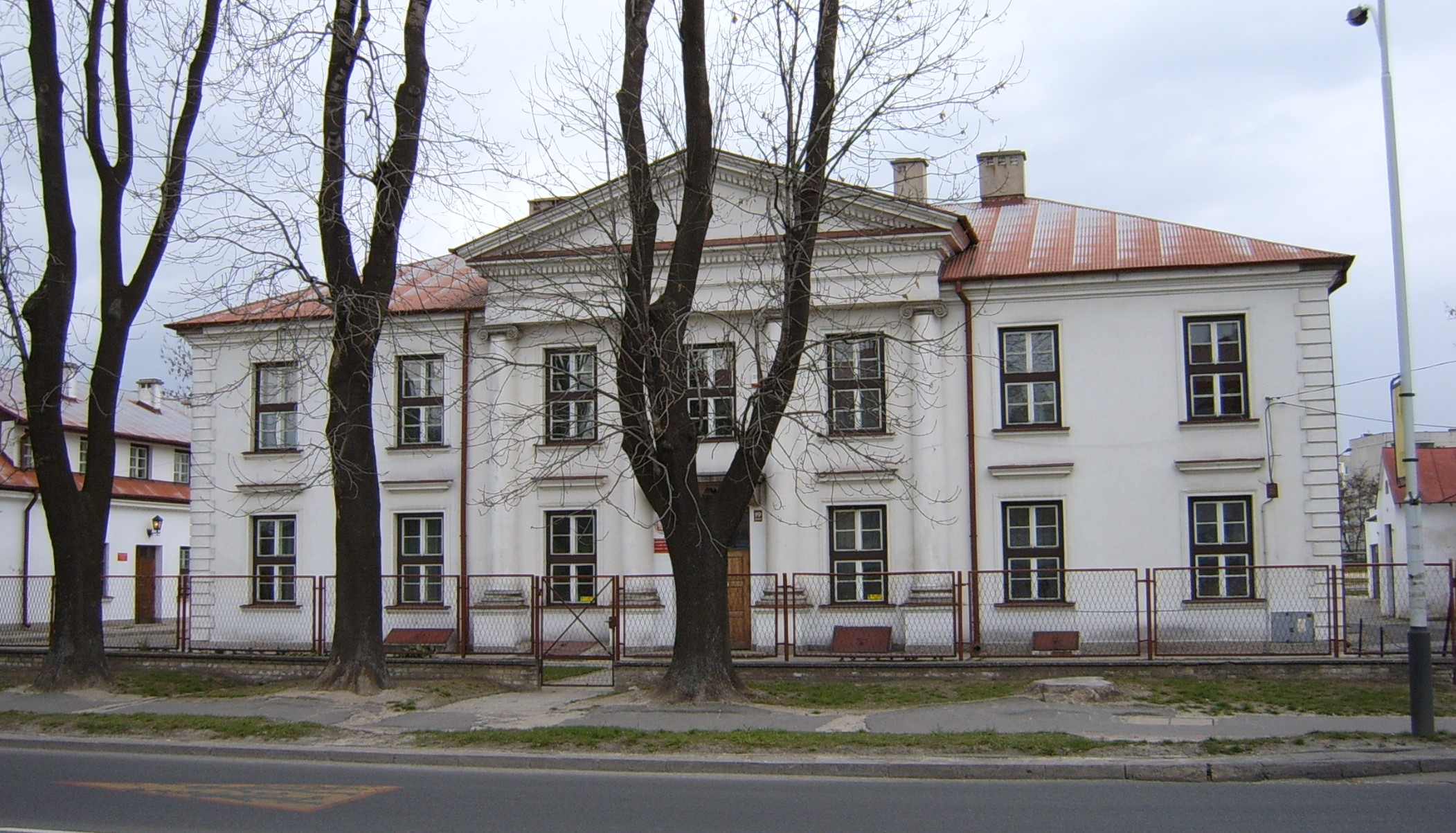
Kuratorium Oświaty przy ul. Lwowskiej; dawniej Urząd Pocztowy